# Geghatap
Geghatap – wieś w Armenii, w prowincji Tawusz. W 2011 roku liczyła 8 mieszkańców.